# Ixora mucronata
Ixora mucronata är en måreväxtart som beskrevs av Otto Warburg. Ixora mucronata ingår i släktet Ixora och familjen måreväxter. Inga underarter finns listade i Catalogue of Life.